# NTSC-J
NTSC-J (National Television System Committee-Japan) var det analoga tv-systemet och videovisningsstandard för regionen Japan.